# Aeralpi

La rete dei principali collegamenti.

Shorts SC-7 "Skyvan" in noleggio operativo e con l'immatricolazione britannica.

La Aeralpi Linee Aeree è stata una compagnia aerea italiana attiva negli anni '60.

## Storia
Fu costituita nella primavera del 1962 per iniziativa di Cesare Rosà - vice-sindaco di Cortina e anche abile pilota - e con il sostegno di alcuni investitori, tra i quali Giovanni Ferrari e Umberto Klinger (direttore delle Officine Aeronavali di Venezia), tutti convinti che sarebbe stato un ottimo strumento per facilitare il traffico turistico da e per Cortina d'Ampezzo. La società iniziò ad operare con voli sperimentali nell'estate da Cortina verso Bolzano, Venezia, Milano (aeroporto di Linate) con il semplice ma robusto Pilatus PC-6 "Porter", unica macchina a poter operare in sicurezza dalla rustica striscia erbosa approntata in parallelo a un torrente. Successivamente furono avviati anche i voli Venezia-Asiago, Cortina-Bologna e Belluno-Milano. Modesti ma indicativi i risultati del primo anno: 678 passeggeri, 136 ore di volo, oltre 23.000 chilometri percorsi.
Nel settembre 1964 veniva inaugurato il piccolo (ma completo) aeroporto Fiames di Cortina e, nell'anno seguente, furono aggiunti i voli per Milano con prosecuzione verso Genova, per Jesolo, il Milano/Linate-Albenga e il Milano-Cinquale (aeroporto di riferimento per Massa-MS). Nel corso dei 12 mesi furono trasportati oltre 7.000 passeggeri.

Uno dei Pilatus PC-6 "Porter" in sosta nell'aeroporto "Cristoforo Colombo" di Genova-Sestri.

Nel 1965 la direzione generale fu spostata a Verona mentre a Venezia funzionava già da qualche tempo una piccola base tecnica di supporto alla flotta. Contemporaneamente entrava nella compagine degli azionisti il duca Cesare d'Acquarone. L'incoraggiante crescita del traffico doveva però ormai essere accompagnata da velivoli in grado di offrire maggiore capienza e comfort a bordo ma che fossero anche in grado di operare in sicurezza nell'impegnativo ambiente montano. Così i "Porter" furono adibiti ai soli voli a domanda mentre sulle linee regolari (inaugurate nel 1966) entrò in servizio l'altrettanto robusto e versatile DeHavilland Canada DHC-6 "Twin Otter" (5 esemplari) da 19 posti e con motori eroganti oltre 1.500CV. La selezione per il rinnovo della flotta aveva incluso anche lo Short SC.7 Skyvan (2 esemplari), meglio adatto al trasporto di merci in zone disagiate. La rete dei servizi regolari si ampliò fino a includere le linee Milano-Isola d'Elba, Venezia-Bologna, Venezia-Trieste (questa per conto Alitalia) e la sperimentale Milano-St. Moritz. Nel 1967 fu assunta Fiorenza de Bernardi, prima donna pilota italiana, figlia del celebrato asso dell'aviazione Mario de Bernardi.
Ma, al di là delle innovazioni, le difficoltà operative (meteorologiche) accompagnavano la vita dell'azienda. Gli scali in montagna non consentivano il volo strumentale e le operazioni potevano essere svolte solo con buona visibilità. E fu questa la vera ragione dell'unico incidente mortale della storia Aeralpi, quando l'11 marzo 1967 un DHC 6 si schiantò contro una collina durante l'avvicinamento a Belluno. Pochi giorni dopo uno "Skyvan" impattava contro la diga foranea dell'aeroporto "Marco Polo" di Venezia, stavolta senza vittime.
A segnare il destino di Aeralpi fu comunque un fatto di cronaca nera: l'uccisione del conte Cesare Acquarone da parte della suocera il giorno 4 gennaio 1968 in circostanze mai del tutto chiarite. La scomparsa dell'azionista di riferimento innescò una crisi irreversibile mentre attorno alla società si levavano ingiustificate critiche di alcuni esponenti industriali e anche politici. Aeralpi effettuò l'ultimo volo il giorno 30 giugno. Nei mesi successivi l'aeroporto di Fiames fu progressivamente abbandonato e, anni dopo, la pista asfaltata utilizzata per prove automobilistiche.

## Flotta
| Tipo di aereo                        | Passeggeri  | In flotta   |
| ------------------------------------ | ----------- | ----------- |
| de Havilland Canada DHC-6 Twin Otter | 18 posti    | 6 esemplari |
| Pilatus PC-6 Porter                  | 7 posti     | 8 esemplari |
| Short SC.7 Skyvan                    | 16/18 posti | 2 esemplari |